# БК (семейство компьютеров)

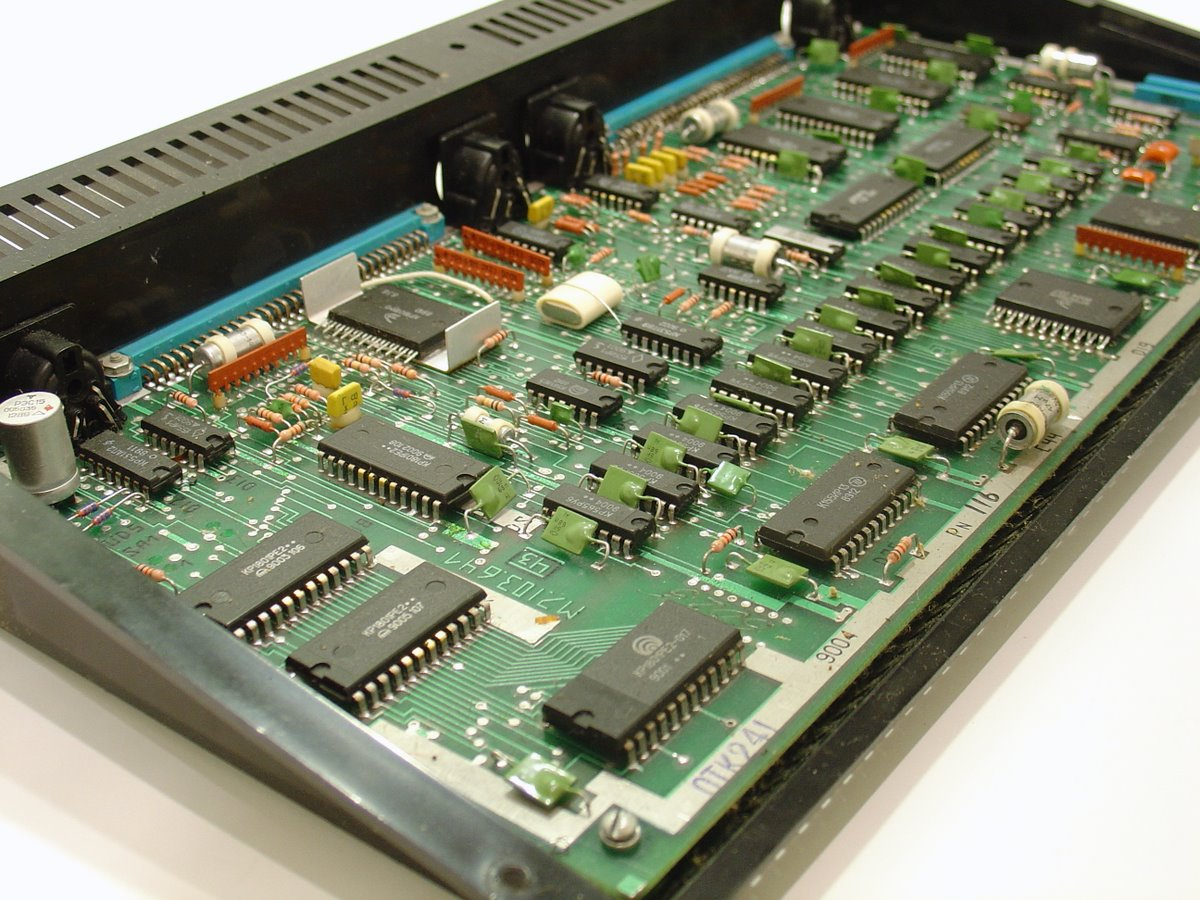
Материнская плата БК

БК (сокращение от «бытовой компьютер») — семейство советских 16-разрядных домашних и учебных ЭВМ, совместимых по системе команд и частично по архитектуре с СМ ЭВМ, PDP-11 и ДВК.

## Разработка и производство
Семейство компьютеров БК-0010 было разработано в НИИ точной технологии НПО «Научный центр», г. Зеленоград. Главный конструктор от НИИТТ — Александр Н. Полосин, главный конструктор от завода «Экситон» — С. М. Косенков. В январе 1985 года разработчики машины опубликовали статью с описанием БК в журнале «Микропроцессорные средства и системы» (печатный орган Государственного Комитета СССР по науке и технике, номер 1 за 1985 год).
Окончательная разработка БК была осуществлена в 1983 г. на заводе «Экситон», г. Павловский Посад, где и было налажено первое серийное производство в 1985 году. Впоследствии опытные партии модели БК-0010 выпускались на Казанском заводе радиокомпонентов (Завод № 7) и «Нуклон» в городе Шяуляй (Литовская ССР). Последующие модели серийно производились также на заводах «Завод № 7», г. Казань, «Экситон», г. Павловский Посад, «Нуклон» в г. Шяуляй (Литовская ССР) (только модель БК-0010-01), в Армянской ССР (только модель БК-0010-01), а также на Заводе полупроводниковых приборов в Йошкар-Оле (только модель БК-0011). Полный спектр моделей БК производился только на заводе «Экситон».
Всего было произведено более 162 000 единиц БК-0010/0011; завод «Экситон» в 1985—1992 годы изготовил около 125 000 машин: около 78 000 для розничной продажи и более 44 000 в составе школьных классов. Последние произведённые экземпляры БК относятся к 1993 году.
Розничные цены на компьютеры составляли:
- БК-0010: 600 рублей (1985—1988 год)[8][9].
- БК-0010.01: 650 рублей[10], 750 рублей (1990 год)[11].

## Модели
Предположительно, модели БК нумеровались в двоичной системе счисления: 0010 (2), 0011 (3), 0100 (4).
Предшественницей БК, по-видимому, была «Электроника НЦ-8010», разработанная в НИИТТ в 1981 году. Эта модель на основе двух процессоров К1801ВЕ1 так и не была запущена в производство.

### БК-0010

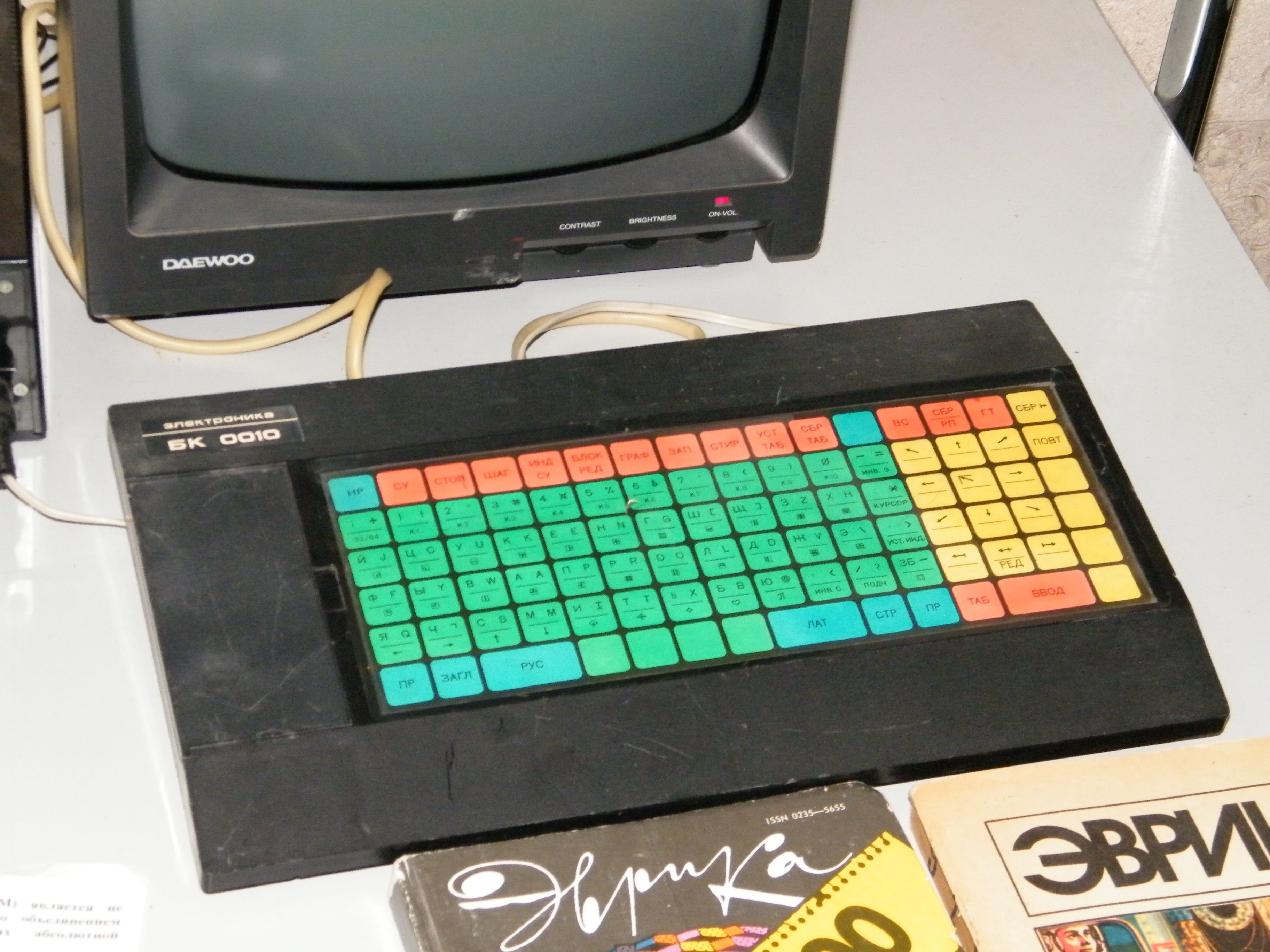
БК-0010

Базовая модель с мембранной клавиатурой и интерпретатором языка Фокал в ПЗУ (прошивка 018). Помимо Фокала содержала ПЗУ Монитора (прошивка 017).
Конструктив БК-0010 не предусматривал расширения ОЗУ. Периферийные устройства (принтер, НГМД с контроллером) существовали, но в продажу поступали редко и были дефицитными.
Мембранная клавиатура представляла собой печатную плату с установленными на ней 92 переключателями ПКН-150, закрытыми пластиковой плёнкой из лавсана, на которую сверху накладывалась цветная, напечатанная на бумаге, раскладка клавиатуры с обозначениями клавиш и функциональных зон, прикрытая сверху такой же плёнкой. Бумажную раскладку можно было легко менять в соответствии со спецификой используемого программного обеспечения. Часто пользователи не меняли раскладку полностью, но подкладывали в область нужных клавиш небольшие вставки, зачастую рукописные. Этот алгоритм использования напоминает определяемые пользователем зоны в дигитайзере — широкоформатном промышленном графическом планшете. К сожалению, при активном программировании или наборе текста бумажная мишень изнашивалась довольно быстро (1—2 года) и её приходилось менять. Особенно износ проявлялся при использовании компьютера, в основном, в игровых сценариях, где множество нажатий приходились только на некоторые выделенные клавиши. Однако, простота конструкции и лёгкость модификации раскладки перекрывали недостатки.

### БК-0010.01
Улучшенная версия БК-0010.

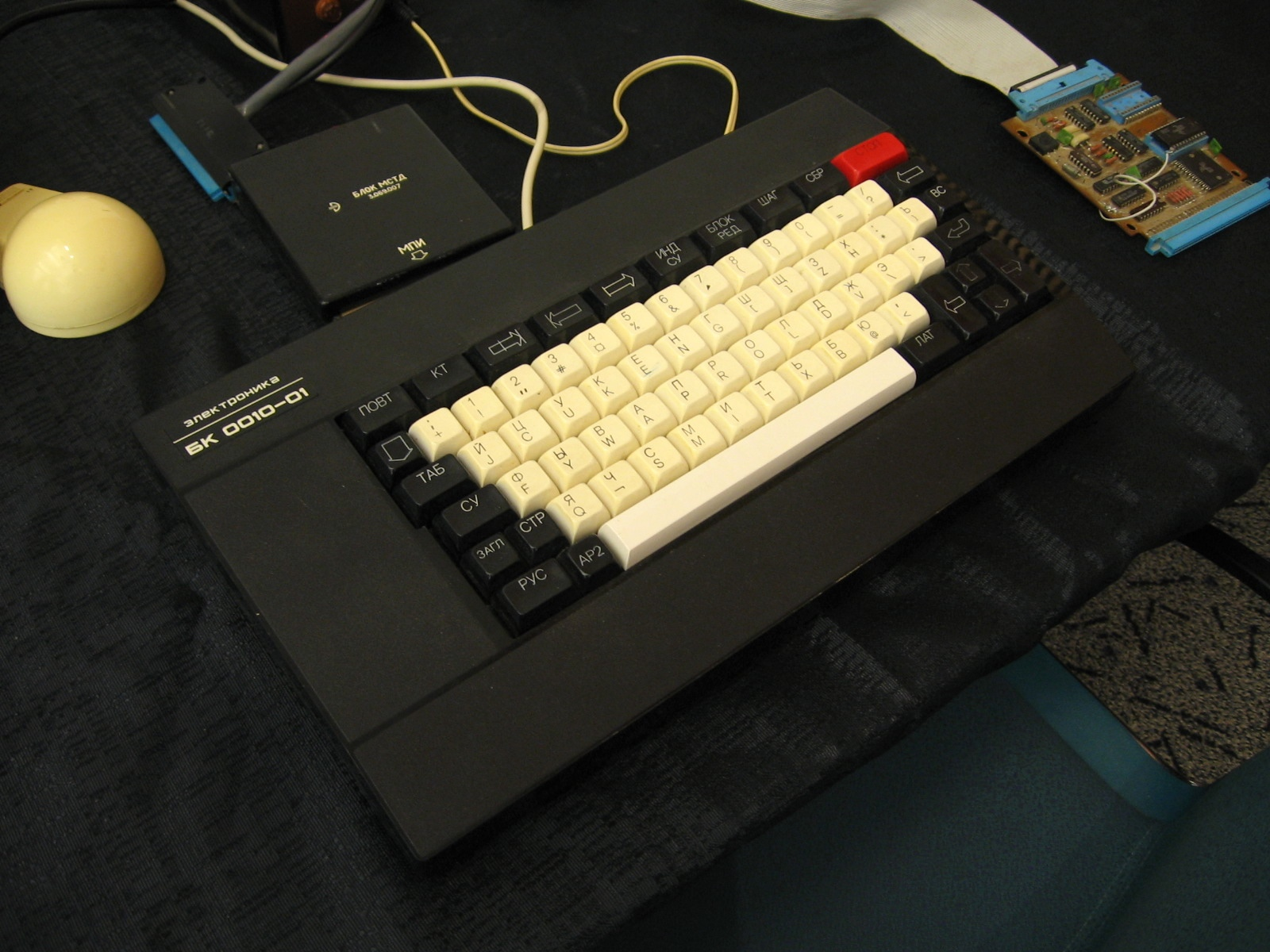
БК-0010.01 с механической («жёсткой») клавиатурой

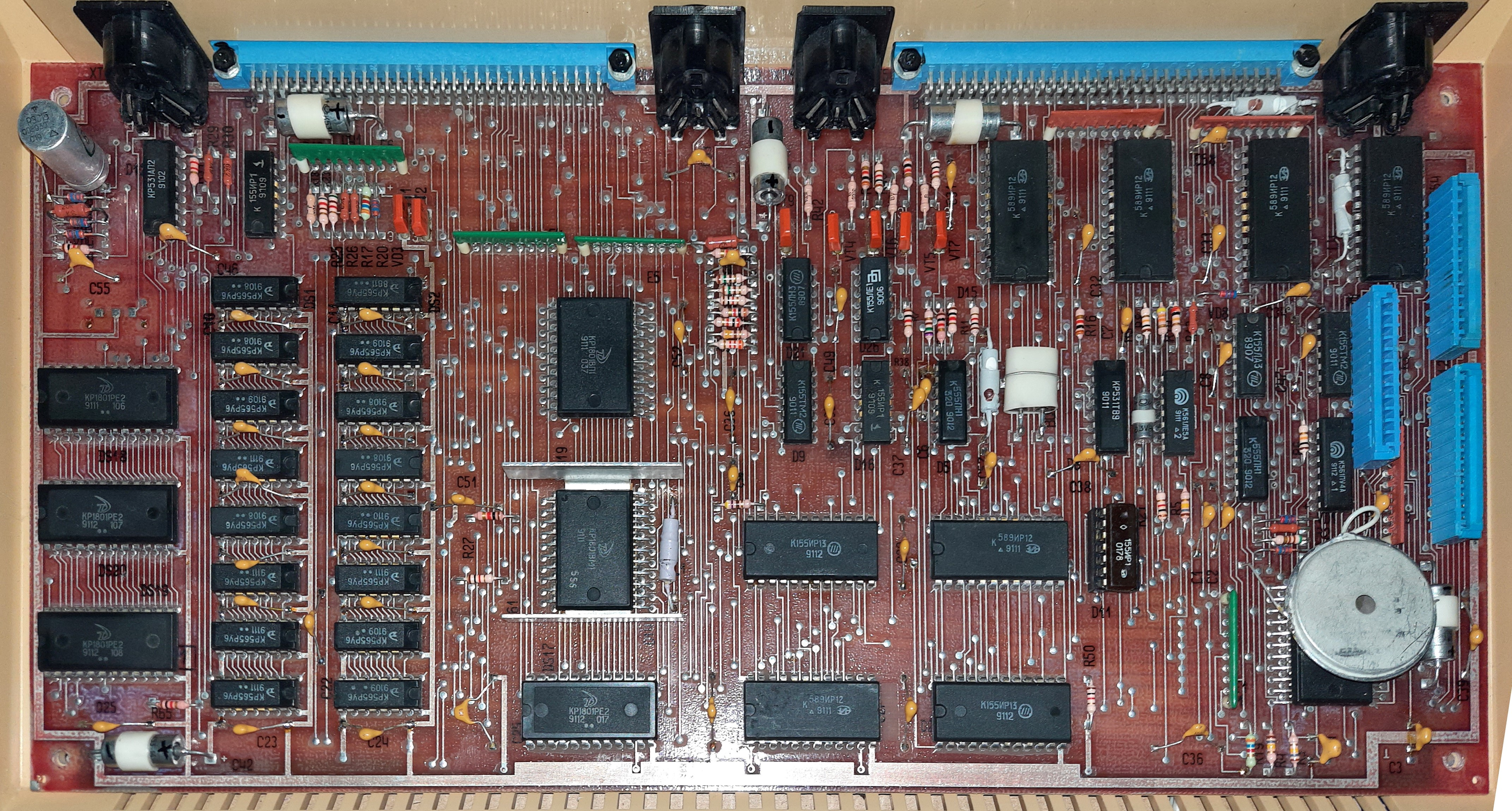
Печатная плата БК-0010.01 (с частично неоригинальными компонентами)

Также называлась «Электроника МС 0510». Выпускалась с апреля 1987 года.
Вариант БК-0010 с механической клавишной клавиатурой МС7008 вместо плёночной и языком BASIC-86 («Бейсик Вильнюс») в ПЗУ (прошивки 106, 107 и 108). Интерпретатор языка Фокал перенесён во внешнее ПЗУ специального подключаемого модуля МСТД (мониторная система тестирования и диагностики). Этот модуль, помимо запуска тестовых программ, позволяет вводить программы в кодах и работать с магнитофоном.
В целях экономии памяти тексты ошибок Вильнюсского Бейсика не были зашиты в ПЗУ, поэтому ошибки выдаются не текстом, а кодами — например, «ОШИБКА 4»; расшифровка кодов приводилась в руководстве. Коды ошибок Вильнюсского Бейсика совпадают с кодами ошибок MSX BASIC.
Компьютер получил механическую 74-клавишную клавиатуру. Хотя она была и более удобна, чем плёночная, кнопки этой клавиатуры были достаточно тугими и подверженными дребезгу. По сравнению с БК-0010 тут на 19 клавиш меньше — в частности, отсутствуют клавиши ГРАФ, ЗАП, СТИР.
Из конструкции исключена крышка отсека ПЗУ и панелька для подключения дополнительной микросхемы.

### БК-0010Ш и БК-0010.01Ш
См. также: Комплект учебной вычислительной техники
«Школьные» модификации дополнительно комплектовались блоком ИРПС для соединения в комплекс КУВТ-86, состоящий из ДВК-2МШ или ДВК-3 в качестве файлового сервера и до двенадцати БК-0010Ш.
ПЗУ БК-0010Ш содержало Фокал — прошивка 084 с драйвером ИРПС, поддерживающим прерывания 3608, 3648 (отличительный признак 084 прошивки: при отключённом ИРПС — в служебной строке надпись ТЛГ ОТКЛЮЧЕH).
ПЗУ БК-0010.01Ш содержало обычный «Бейсик Вильнюс», работающий с ИРПС без прерываний. Работа с сетью осуществлялась стандартными командами LOAD/SAVE/BLOAD/BSAVE с префиксом TT: в имени файла.

### БК-0011

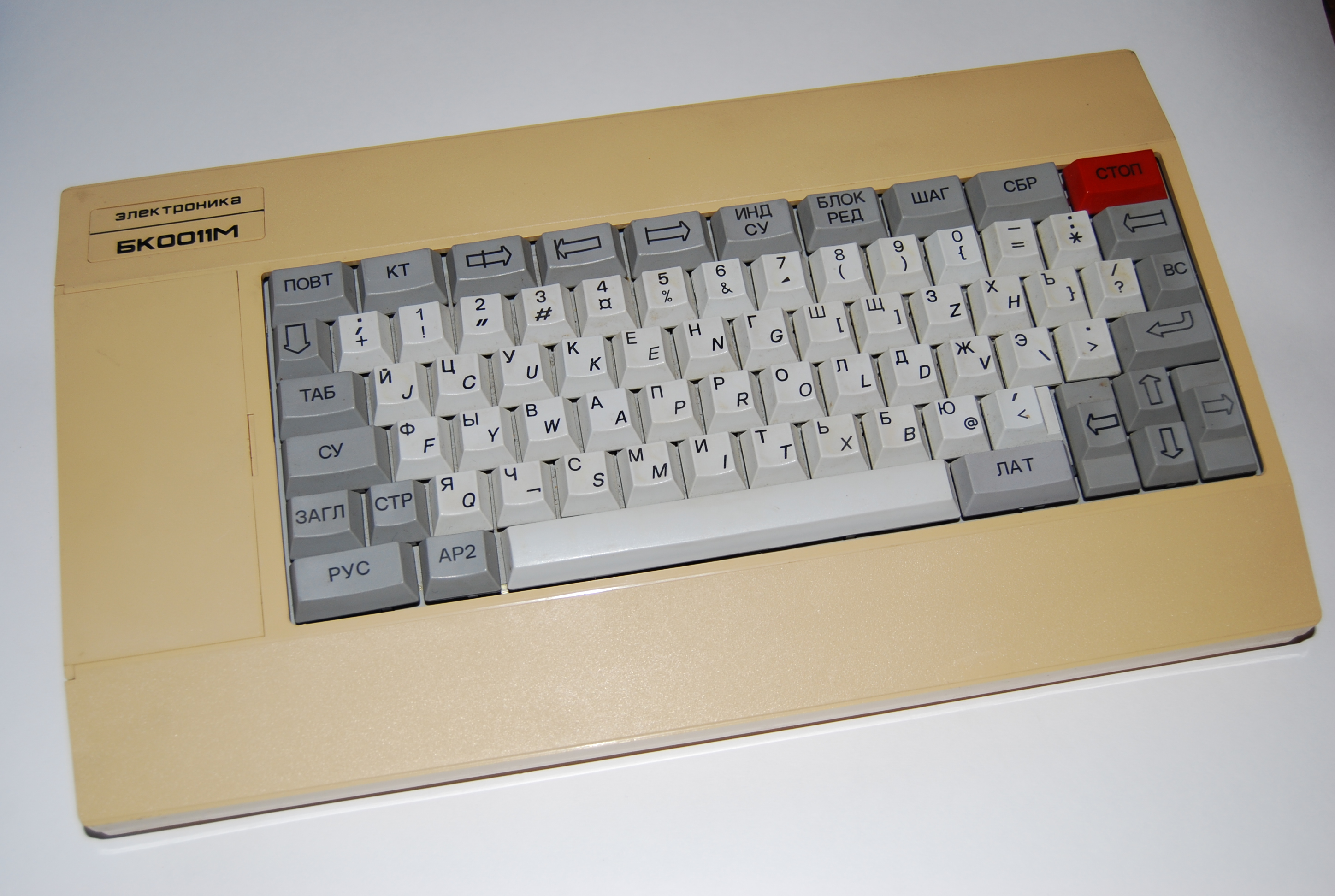
БК-0011М с «мягкой» клавиатурой

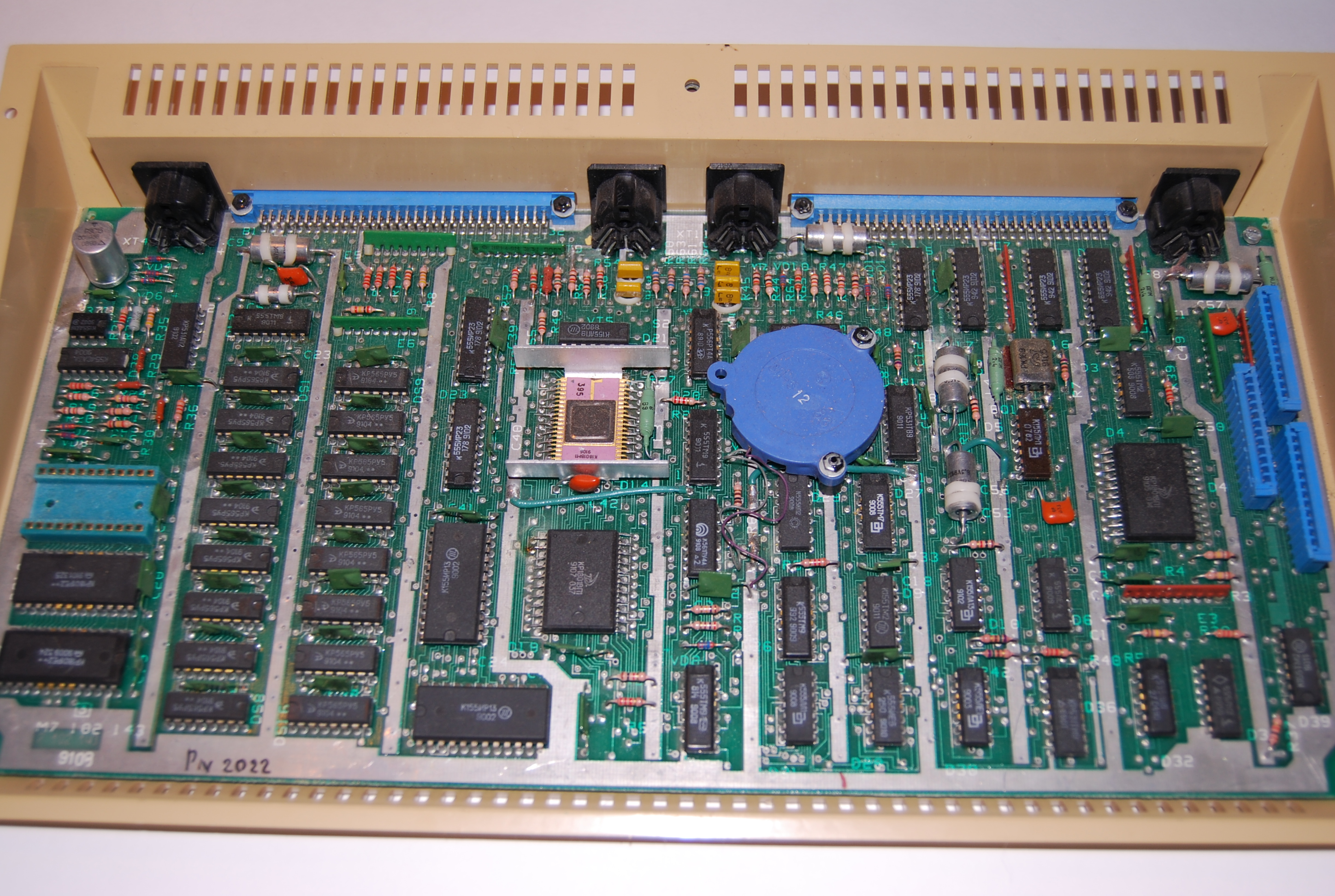
БК-0011М внутри

Разрабатывалась с 1987 года с целью выполнения требований нового ГОСТ 27201-87 к объёму памяти — не менее 64Кб.
Выпускалась с апреля 1989 г. по сентябрь 1990 г.
Отличия от БК-0010:
- процессор стал работать на частоте 4 МГц
- больший объём оперативной памяти — 128 КБ, постраничная организация памяти, две страницы памяти можно было поочерёдно отображать на экран, что обеспечивало мгновенное обновление информации
- цветной экран по-прежнему 4-цветный, но появилась возможность включить одну из 16 экранных палитр; причём, палитры № 9 и № 10 были почти одинаковыми, а палитры № 5, 6, 7 и 8 содержали только по два цвета, уже имевшихся в других палитрах — таким образом, действительно полезных палитр было 11.
- контроллер дисковода стал входить в стандартную поставку
- на разъёмы МПИ и УП выведено больше сигналов
- возвращена панелька для сменного ПЗУ и крышка соответствующего отсека.

ПЗУ содержали Монитор (прошивки 201 и 202) и Бейсик (прошивки 198, 199 и 200).
Из-за замены стандартной PDP-11-совместимой мониторной системы на собственную, на данной модели загрузка программ осуществляется путём ввода команды L, а запуск — вводом адреса программы.

### БК-0011M
Появилась в 1990 году. Исправленная версия БК-0011. Также называлась «Электроника МС 0513».
Под БК-11 обычно понимается БК-0011М, так как БК-0011 было выпущено немного. Одно из заметных исправлений — на БК-0011 не работал звук в программах, написанных для БК-0010; в БК-0011М эта ошибка была исправлена.
ПЗУ содержало Монитор (прошивки 324 и 325) и Бейсик (прошивки 327, 328 и 329).

### БК-0100
Эта машина в корпусе от УКНЦ, по всей видимости, не пошедшая в серию, упомянута в статье А. Люкшина «Тернистый путь БК в наш дом» и С. М. Косенкова «Новые модели семейства БК». В неё, помимо 16-разрядного процессора К1801ВМ3, предполагалось ставить второй процессор — 8-разрядный КР580ВМ80А либо 16-разрядный (x86-совместимый) КР1810ВМ86, для совместимости с имеющимися наработками, предназначенными для этих процессоров.

## Технические характеристики и особенности
- Процессор: К1801ВМ1 (совместим по системе команд с LSI-11/03 из семейства PDP-11) на тактовой частоте 3 МГц (в БК-0011/БК-0011М повышена до 4 МГц).
- Оперативная память: первые 32 КБ адресного пространства, из которых 15,5 КБ отведено под программы и данные, 512 байт под стек и системные регистры, и ещё 16 КБ — под видеопамять. Имелась возможность перераспределить оперативную память (нажатием определённой комбинации клавиш или выдачей специальной команды) — при этом 12 КБ переназначалось из видеопамяти в память программ; в таком режиме на экране отображалось всего четыре строки текста. В языке «Фокал» БК-0010 командой «V» можно узнать количество свободной памяти (после включения отображает «СВОБОДНО 35776 Б. ОЗУ» — это в восьмеричной системе счисления, в десятичной — 15358 байт).[8]
- Постоянная память: последние 32 КБ адресного пространства. Из них 8 КБ отводилось под драйверы клавиатуры, дисплея и магнитофона (аналог BIOS) и мониторную систему (простой вариант операционной системы с командной строкой); небольшой диапазон адресов в конце адресного пространства процессора занимали системные ячейки, управляющие периферийными устройствами, такими как магнитофон и параллельный интерфейс.
- Клавиатура: 92 клавиши; контроллер К1801ВП1-014.
- Блок питания — внешний, трансформаторный.

Стандартным устройством хранения данных служил бытовой кассетный магнитофон с функцией управления двигателем, или без неё. В компьютере имелось реле для запуска/остановки двигателя магнитофона.
В качестве дисплея использовался бытовой чёрно-белый или цветной телевизор (после доработки) или, реже, специальный монитор.

### Устройство отображения
Особенность устройства отображения, собранного на контроллере К1801ВП1-037, заключается в наличии только графического режима. Текстовый режим отсутствует; буквы при выводе преобразуются в их графические изображения и выводятся как картинка.
Графический режим только один (если не считать режим сокращения графического ОЗУ в пользу памяти программ); видеоконтроллер при этом одновременно вырабатывает два различных видеосигнала, выдающихся на два разных разъёма.
На разъём «ТВ» выдавался телевизионный сигнал с яркостной составляющей, в котором каждой точке на экране соответствовал единственный бит экранного ОЗУ. Соответственно, 16-битное машинное слово кодировало 16 точек в строке. Всего в строке отображалось 512 точек, изображение состояло из 256 строк. Поскольку точки могли иметь только два состояния — чёрная или белая — визуальные полутона могли достигаться при помощи дробления изображения (дизеринга).
На разъём «ЦТВ» выдавлись отдельно синхросигнал и три яркостных сигнала для красного, синего и зелёного цветов. При этом каждой точке на экране соответствовало уже два бита экранного ОЗУ. Соответственно, количество точек в строке было вдвое меньше, однако при этом каждая точка могла иметь один из четырёх цветов — чёрный, зелёный, синий или красный. Каждое 16-битное машинное слово кодировало 8 соседних точек в строке.
Драйвер дисплея формировал изображений букв в графическом ОЗУ одним из двух способов, адаптированных под эти способы вывода. В режиме, предназначенном для использования с чёрно-белым устройством отображения, матрица символа из ПЗУ выводилась без изменений, и каждая её точка попадала в один бит ячейки графического ОЗУ. При ширине знакоместа в 8 точек (1 байт) это означало, что в строке помещается 64 символа. В режиме же, предназначенном для использования с цветным устройством отображения, матрица символа уширялась вдвое, но перед выводом смешивалась с маской текущего цвета, что позволяло выводить в строке 32 цветных символа. Используемый способ выбирался передачей драйверу дисплея специального кода.

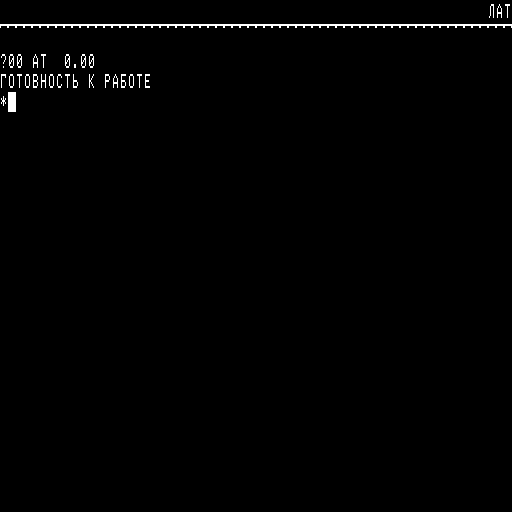
Чёрно-белый режим отображения
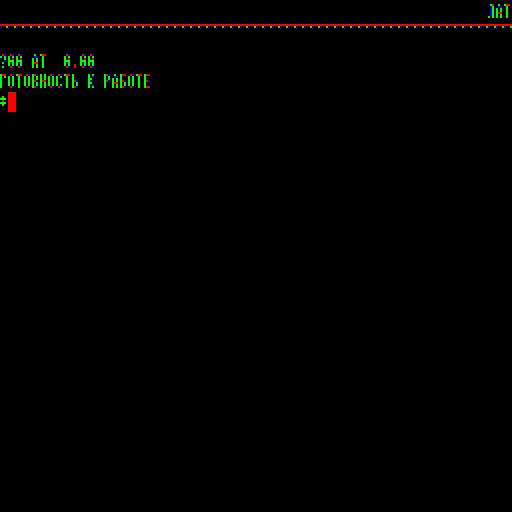
Чёрно-белый режим отображения через цветной разъём
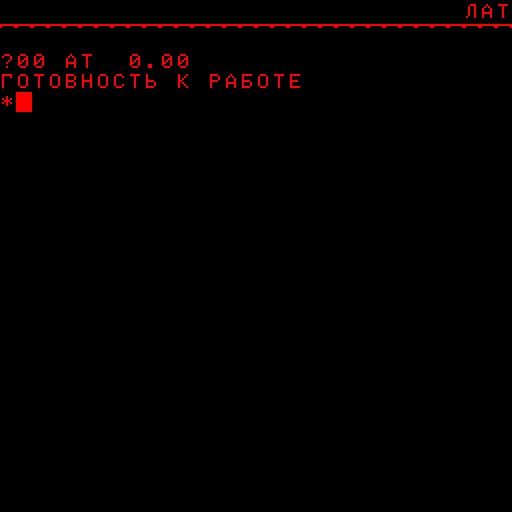
Цветной режим отображения. Горизонтальное разрешение снижено вдвое по сравнению с выводом через чёрно-белый разъём

### Знакогенератор
В части кириллицы почти совпадает с КОИ-8, за исключением букв Ё/ё.
В таблице матриц символов изображение символа с кодом 36, которое в кодировке ASCII соответствует символу доллара ($), использовалось изображение общего знака денежной единицы (¤).
Интересно, что знакогенератор БК критиковали за наличие символов игральных карт, «принятых на западном развлекательном рынке».
|    | .0       | .1           | .2           | .3         | .4            | .5     | .6     | .7       | .8      | .9      | .A      | .B     | .C                        | .D                        | .E                    | .F                       |
| 0. | ⁠ 0000    | ⁠ 0000        | ⁠ 0000        | ⁠ 0000      | ⁠ 0000         | ⁠ 0000  | ⁠ 0000  | ⁠BEL 0007 | ⁠BS 0008 | ⁠HT 0009 | ⁠LF 000A | ⁠ 0000  | ⁠FF 000C                   | ⁠CR 000D                   | ⁠РУС 0000              | ⁠ЛАТ 0000                 |
| 1. | ⁠ 0000    | ⁠ 0000        | ⁠⇱ 21F1       | ⁠⤒ 2912     | ⁠⤓ 2913        | ⁠↵ 21B5 | ⁠⇤ 21E4 | ⁠↦ 21A6   | ⁠⇷ 21F7  | ⁠→ 2192  | ⁠↑ 2191  | ⁠↓ 2193 | ⁠↖ 2196                    | ⁠↗ 2197                    | ⁠↘ 2198                | ⁠↙ 2199                   |
| 2. | ⁠ 0020    | ⁠! 0021       | ⁠" 0022       | ⁠# 0023     | ⁠¤ 00A4        | ⁠% 0025 | ⁠& 0026 | ⁠' 0027   | ⁠( 0028  | ⁠) 0029  | ⁠* 002A  | ⁠+ 002B | ⁠, 002C                    | ⁠- 002D                    | ⁠. 002E                | ⁠/ 002F                   |
| 3. | ⁠0 0030   | ⁠1 0031       | ⁠2 0032       | ⁠3 0033     | ⁠4 0034        | ⁠5 0035 | ⁠6 0036 | ⁠7 0037   | ⁠8 0038  | ⁠9 0039  | ⁠: 003A  | ⁠; 003B | ⁠< 003C                    | ⁠= 003D                    | ⁠> 003E                | ⁠? 003F                   |
| 4. | ⁠@ 0040   | ⁠A 0041       | ⁠B 0042       | ⁠C 0043     | ⁠D 0044        | ⁠E 0045 | ⁠F 0046 | ⁠G 0047   | ⁠H 0048  | ⁠I 0049  | ⁠J 004A  | ⁠K 004B | ⁠L 004C                    | ⁠M 004D                    | ⁠N 004E                | ⁠O 004F                   |
| 5. | ⁠P 0050   | ⁠Q 0051       | ⁠R 0052       | ⁠S 0053     | ⁠T 0054        | ⁠U 0055 | ⁠V 0056 | ⁠W 0057   | ⁠X 0058  | ⁠Y 0059  | ⁠Z 005A  | ⁠[ 005B | ⁠\ 005C                    | ⁠] 005D                    | ⁠^ 005E                | ⁠_ 005F                   |
| 6. | ⁠` 0060   | ⁠a 0061       | ⁠b 0062       | ⁠c 0063     | ⁠d 0064        | ⁠e 0065 | ⁠f 0066 | ⁠g 0067   | ⁠h 0068  | ⁠i 0069  | ⁠j 006A  | ⁠k 006B | ⁠l 006C                    | ⁠m 006D                    | ⁠n 006E                | ⁠o 006F                   |
| 7. | ⁠p 0070   | ⁠q 0071       | ⁠r 0072       | ⁠s 0073     | ⁠t 0074        | ⁠u 0075 | ⁠v 0076 | ⁠w 0077   | ⁠x 0078  | ⁠y 0079  | ⁠z 007A  | ⁠{ 007B | ⁠\| 007C                   | ⁠} 007D                    | ⁠~ 007E                | ⁠█ 2588                   |
| 8. | ⁠ 0000    | ⁠ПОВТ 0000    | ⁠ИНД СУ 0000  | ⁠ 0000      | ⁠БЛОК РЕД 0000 | ⁠ 0000  | ⁠ 0000  | ⁠ 0000    | ⁠ 0000   | ⁠ 0000   | ⁠ 0000   | ⁠ 0000  | ⁠Режим РП 0000             | ⁠ 0000                     | ⁠ 0000                 | ⁠ 0000                    |
| 9. | ⁠ШАГ 0000 | ⁠Красный 0000 | ⁠Зелёный 0000 | ⁠Синий 0000 | ⁠Чёрный 0000   | ⁠ 0000  | ⁠ 0000  | ⁠ 0000    | ⁠ 0000   | ⁠ 0000   | ⁠ 0000   | ⁠ 0000  | ⁠Режим Негатив Символ 0000 | ⁠Режим Негатив Экрана 0000 | ⁠Служебная строка 0000 | ⁠Режим подчёркивания 0000 |
| A. | ⁠π 03C0   | ⁠┴ 2534       | ⁠♥ 2665       | ⁠┐ 2510     | ⁠╡ 2561        | ⁠├ 251C | ⁠└ 2514 | ⁠═ 2550   | ⁠╤ 2564  | ⁠♠ 2660  | ⁠┌ 250C  | ⁠┬ 252C | ⁠╨ 2568                    | ⁠↓ 2193                    | ⁠┼ 253C                | ⁠║ 2551                   |
| B. | ⁠┤ 2524   | ⁠← 2190       | ⁠╬ 256C       | ⁠↑ 2191     | ⁠♣ 2663        | ⁠─ 2500 | ⁠╫ 256B | ⁠│ 2502   | ⁠♦ 2666  | ⁠┘ 2518  | ⁠╪ 256A  | ⁠╥ 2565 | ⁠╧ 2567                    | ⁠╞ 255E                    | ⁠→ 2192                | ⁠▒ 2592                   |
| C. | ⁠ю 044E   | ⁠а 0430       | ⁠б 0431       | ⁠ц 0446     | ⁠д 0434        | ⁠е 0435 | ⁠ф 0444 | ⁠г 0433   | ⁠х 0445  | ⁠и 0438  | ⁠й 0439  | ⁠к 043A | ⁠л 043B                    | ⁠м 043C                    | ⁠н 043D                | ⁠о 043E                   |
| D. | ⁠п 043F   | ⁠я 044F       | ⁠р 0440       | ⁠с 0441     | ⁠т 0442        | ⁠у 0443 | ⁠ж 0436 | ⁠в 0432   | ⁠ь 044C  | ⁠ы 044B  | ⁠з 0437  | ⁠ш 0448 | ⁠э 044D                    | ⁠щ 0449                    | ⁠ч 0447                | ⁠ъ 044A                   |
| E. | ⁠Ю 042E   | ⁠А 0410       | ⁠Б 0411       | ⁠Ц 0426     | ⁠Д 0414        | ⁠Е 0415 | ⁠Ф 0424 | ⁠Г 0413   | ⁠Х 0425  | ⁠И 0418  | ⁠Й 0419  | ⁠К 041A | ⁠Л 041B                    | ⁠М 041C                    | ⁠Н 041D                | ⁠О 041E                   |
| F. | ⁠П 041F   | ⁠Я 042F       | ⁠Р 0420       | ⁠С 0421     | ⁠Т 0422        | ⁠У 0423 | ⁠Ж 0416 | ⁠В 0412   | ⁠Ь 042C  | ⁠Ы 042B  | ⁠З 0417  | ⁠Ш 0428 | ⁠Э 042D                    | ⁠Щ 0429                    | ⁠Ч 0427                | ⁠Ъ 042A                   |

### Клавиатура
Контроллер клавиатуры не воспринимает одновременного нажатия нескольких клавиш. Каждое нажатие клавиши сопровождается коротким звуковым сигналом, аналогичным команде «ВЕЕР» во встроенном языке Бейсик.
Не все клавиши при нажатии передают коды в компьютер. Некоторые из них являются чистыми коммутаторами электрических сигналов на входе микросхем: ⇓, АР2, ЗАГЛ, СТР, СУ. Клавиша СТОП в компьютере «Электроника МС 0513» аппаратно вызывает немаскируемое прерывание.
Штатный режим ввода — ввод заглавных букв. Вводить строчные можно, удерживая клавишу ⇓, которую условно можно назвать «Shift наоборот», или включением соответствующего режима клавишами ЗАГЛ и СТР.
В драйвере клавиатуры не реализован автоповтор нажатия клавиши при её удержании. Штатная функция автоповтора последнего введённого символа достигается нажатием и удержанием клавиши ПОВТ.
Компьютер имеет встроенный пьезокерамический динамик. Драйвер клавиатуры БК, размещённый в ПЗУ, при нажатии каждой клавиши генерирует звук, напоминающий английское слово «quick».

## Модули расширения

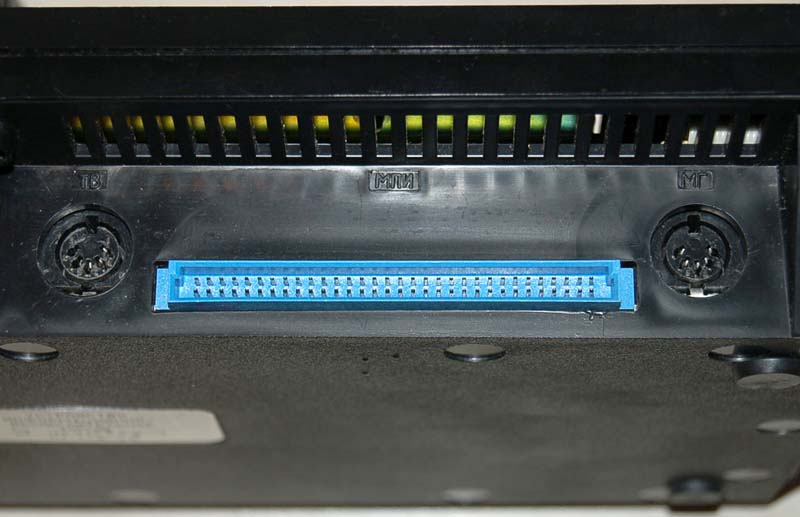
Разъем шины МПИ

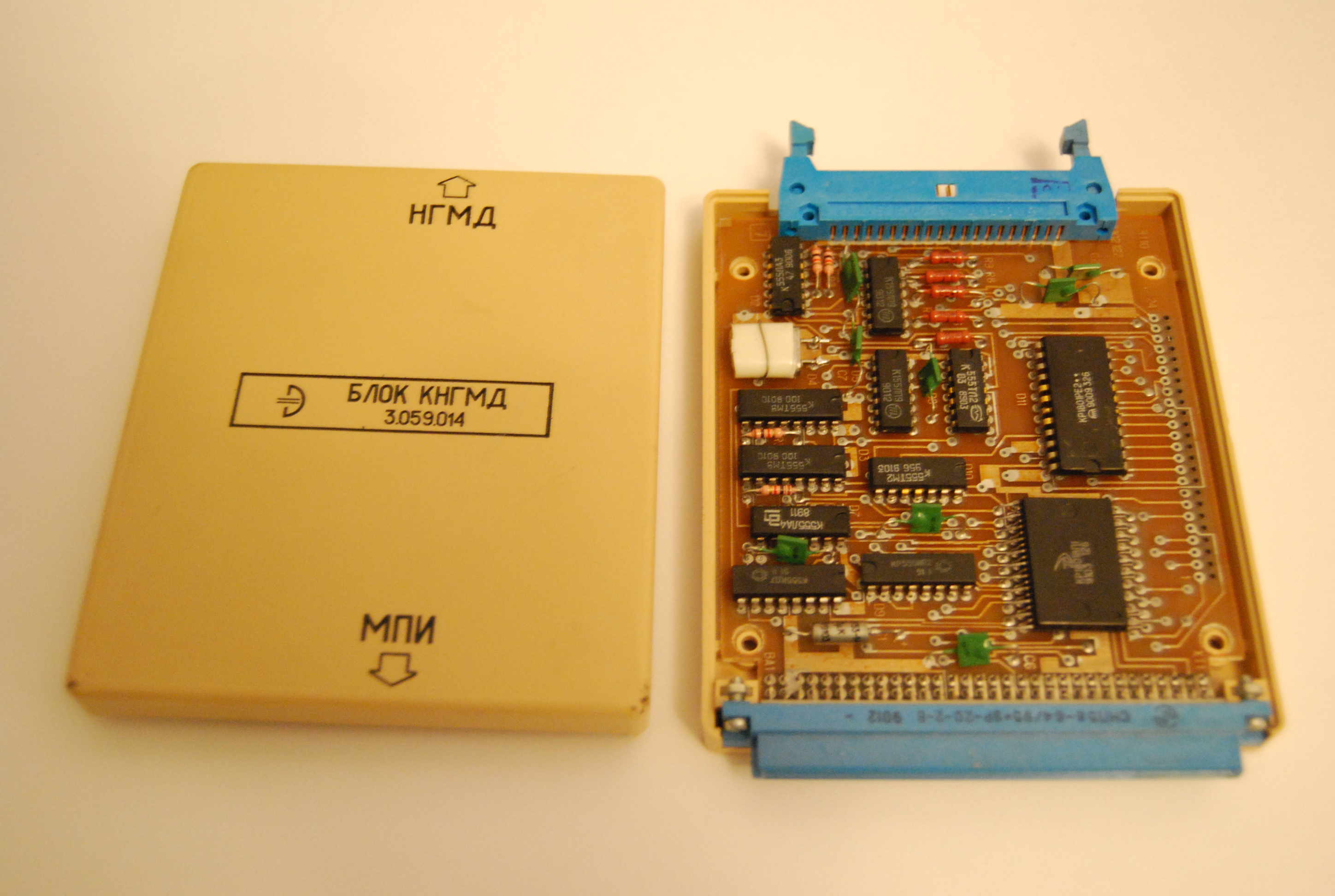
КНГМД для БК-0011М

Параллельный 16-разрядный программируемый порт ввода-вывода, выведенный на разъём СНП58-64 с обозначением «УП», позволял подключать принтер и другие периферийные устройства по интерфейсу ИРПР (адрес на шине 1777148).
К разъёму УП подключались такие блоки:
- Блок КПУ с интерфейсом ИРПР — подключение принтера («ПУ»); децимальный номер 3.059.003.
- Блок КМ — подключение принтера («ПУ») и мыши «Марсианка»[29] («УВК»); децимальный номер 3.059.016.
- Блок КМ10 с подключением только к «УВК» (без подключения к «ПУ»); децимальный номер 3.059.017.
- Манипулятор игровой «Электроника»
- «Менестрель» — музыкальная стерео-приставка на основе двух КР580ВИ53[30][31]

К разъёму «УП» также подключали внешний таймер.
В моделях БК-0010 (но не БК-0011) реализован программный (через регистр 1777168) последовательный интерфейс «ТЛГ» со скоростью до 9600 бод: сигналы RXD и TXD ТТЛ-уровня выведены на контакты B2 и B3 разъёма «УП» через перемычки S2 и S3 (дополнительно могли выводиться сигналы квитирования RTS и CTS).
Через второй разъём СНП58-64 выведена системная шина БК (интерфейс МПИ). Фактически это аналог разъёма расширения на материнских платах современных ПК.
Выпускалось несколько стандартных заводских модулей, подключаемых к разъёму расширения МПИ:
- МСТД (Мониторная Система Тестовой Диагностики) — блок для БК 0010-01, в ПЗУ блока размещался Фокал и диагностические тесты (децимальный номер 3.069.007, прошивка № 018 и № 019); также существуют МСТД для БК-0011 (децимальный номер 3.069.009, прошивка № 203) и БК-0011М (децимальный номер 3.069.010, прошивка № 330), содержащие только тесты.
- ИРПС — блок последовательного канала для сети КУВТ-86, токовая петля с топологией «звезда»[17][38] (на основе К1801ВП1-035; децимальный номер 2.165.001 отсутствовал на корпусе, но был указан на коробке[39]; адрес на шине 1765608[40]).
- КЛС — контроллер локальной сети КУВТ-87[20] кольцевой топологии, токовая петля 60 мА, скорость 57 600 бод, сетевой адрес станции в диапазоне 0—255[41][42] (на базе К1801ВП1-065[41], децимальный номер 2.165.002[43]). Выпускался только для машин БК-0011 и БК-0011М. Аналогичен сетевому адаптеру машины УКНЦ[44]. Не получил широкого распространения «из-за отсутствия программного обеспечения».
- КМК — Контроллер МоноКанала[45] КУВТ «УКНЦ-01»[46] для объединения БК в школьную сеть «Школок» с топологией «общая шина», скорость 57 600 бод, сетевой адрес станции в диапазоне 1—31[47] (децимальные номера 2.165.004 — «Блок КМК», 2.165.006 и 2.165.010 — «Блок КМК10», 2.165.007 — «Блок КМК11»; ПЗУ 254 и 331[48]; вектор прерывания 3008).
- КНГМД — интерфейс дисковода на основе БИС КР1801ВП1-128 (децимальный номер 3.059.001 для БК-0011, ПЗУ № 253, 3.059.014 для БК-0011М, ПЗУ № 326[49][50] или № 327[51]). Для работы в БК-0010 штатные блоки КНГМД обычно модифицировались установкой дополнительного ОЗУ (8 или 16 кб)[52]. Адрес на шине 1771308.
- КРМП — Контроллер Рабочего Места Преподавателя, подключение дисковода и школьной сети, КНГМД + КМК (децимальный номер блока 3.059.007 для БК-0011, 3.059.015 для БК-0011М[49]).
- Блок дополнительного ОЗУ 32К Саратовского завода «Эридан»[53][54] (16 × КР565РУ6 + КР1801ВП1-030 + КР1801ВП1-034; окно 1200008−1377778)

Кроме того, силами энтузиастов и кооперативами выпускались блоки расширения, подключалась периферия:
- Альтернативные КНГМД с дополнительным ОЗУ: «Альтек», «АльтПро»
- Контроллеры винчестера: «самарский» КНЖМД, «Опток»
- Блоки дополнительного ОЗУ
- Приставка «Телефонный секретарь» с АОН
- Covox (моно и стерео)[56]
- Sound-Drive
- Трёхканальный генератор звука AY-3-8910[57]
- Модем[57]
- Блок АЦП/ЦАП для «УП», индекс БИКТ.469552.001[49].
- Джойстики, световой пистолет
- Программаторы ПЗУ

## Программное обеспечение

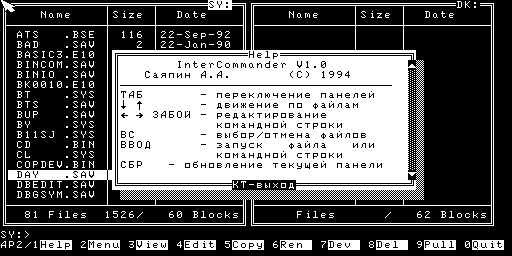
ОС БК-11 — единственная операционная система, поддержанная производителем

В поставке БК-0010 был минимальный набор программ — кассета с примерами на Фокале или Бейсике, игра «Тетрис» и тесты оборудования. Позже для него был также адаптирован простой Бейсик с ДВК (он загружался с магнитофона в ОЗУ, занимая около 8 Кбайт и оставляя для программ порядка 7 Кбайт), а с 1985 года упрощённую (не полностью соответствующую стандарту MSX) версию «вильнюсского Бейсика» поместили в основное ПЗУ.
Однако приобрести профессионально написанное ПО для БК изначально было негде, даже при желании завод-изготовитель не мог распространять ПО самостоятельно из-за отсутствия правовой базы. Основной объём программного обеспечения создавался самими пользователями — с нуля, либо путём адаптации с других ЭВМ близкой архитектуры, например с ДВК. Распространялись программы путём обмена на встречах энтузиастов — обычно на радиорынках.
В 1987 году редакция журнала «Наука и жизнь» организовала заочный клуб «Контакт» для обмена программами БК.
С октября 1987 г. действовал Московский клуб пользователей БК под руководством Павла Эльтермана.
Рынок ПО для БК начал формироваться лишь к концу 80-х, с появлением кооперативов, однако для них более выгодным было тиражирование иностранных программ (в основном игр) для ZX-Spectrum. Тем не менее, из ПК оригинальной, разработанной в СССР архитектуры, БК отличался наиболее богатым набором программного обеспечения (до 4000 наименований), включая:
- Операционные системы
- Систему «Рига» со встроенным языком программирования «Т-язык» (интерпретатор) для создания интерактивных приложений учебного и игрового характера
- Расширения встроенного Фокала (FOCOD, XFOCAL[66], ФОНД, МИФ, СФМ2)
- Встроенный Бейсик Вильнюс, размещенный вместо Фокала
- Языки программирования высокого уровня: несколько реализаций Форта[67], вариант Си, адаптированный Бейсик ДВК[68], Т-язык, языки поставки RT-11
- Средства программирования на низком уровне: ассемблеры (АСМ, МИКРО), дизассемблеры (АНТИАС, КОДЫ, КОД24, REASS, ASC11, MESSA, ДИЗАКС), отладчики (ГРОТ, OTL, PROT, MIRAGE[69])
- Игры: более 800 названий[70], в том числе неавторизованные порты известных игр с других платформ: Arkanoid (1990), Boulder Dash, Digger (1990), Military Marathon (1987), Monkey Island, UFO («НЛО: Враг неизвестен», 1998) и UFO 2, Prince of Persia, Lode Runner и др.
- Демонстрационные программы
- Текстовые редакторы (БЛОКНОТ, ЭКРЕД, EDASP)
- Графические редакторы (ГРЕДО, ГРЕД3)
- Музыкальные редакторы (КЛАВЕСИН (три дорожки), МЕЛОМАН, MUSIC), синтезаторы речи, цветомузыка — ЦМУ (используя магнитофонный разъём))
- Справочники и словари
- Программы для печати на матричных принтерах
- Программы для инженерных расчётов
- Учебные программы

## Аппаратные доработки
- Кнопка сброса. Некоторые программы часто зависали, не все игры имели правильно работающую функцию выхода. Без кнопки сброса перезагрузить компьютер можно было выключением и включением питания, но это нередко приводило к преждевременному износу выключателя на блоке питания и к тому же очищало ОЗУ.
- Переключатель «пауза». Он отключал генератор тактовой частоты от соответствующего вывода процессора, в результате чего выполнение им инструкций. Это было удобно для временной приостановки игр, не имеющих встроенной функции паузы. К сожалению, отдельные игры не возвращались после этого к работе корректно, так как программируемый аппаратный таймер в компьютере продолжал работать даже когда выполнение программы центральным процессором было заморожено.
- Переключатель тактовой частоты процессора (переключатель «турбо»).[71] Позволял изменить тактовую частоту со стандартной 3 МГц (в серии БК-0010*) на 4 либо 6 МГц, или со стандартной 4 МГц (в серии БК-0011*) на 3 либо 6 МГц. Не все экземпляры процессоров надёжно работали на частоте 6 МГц; пригодность каждого определялась опытным путём. Изменение тактовой частоты изменяло скорость игрового процесса в динамичных играх. Переключатель частоты обычно ставился вместе с переключателем паузы, так как в простейшей схеме переключателя частоты неизбежный дребезг контактов механического переключателя искажал форму тактового синхросигнала и мог привести к зависанию программы в результате сбоя процессора, если процессор не был остановлен на время переключения.
- Выключатель звука, либо плавный регулятор громкости встроенного пьезоэлектрического динамика. Одновременно в корпус мог быть установлен более громкий динамик.

## Эмуляция
В настоящее время с компьютером БК можно ознакомиться с помощью одного из программных эмуляторов БК для современных компьютеров:
- Эмулятор Алексея Савельева (DOS, Windows 95/98/ME), старый сайт, архивная версия сайта
- Эмулятор Сергея Камнева, присутствуют исходные коды на ассемблере (DOS)
- Эмулятор Леонида Брухиса, с открытым исходным кодом (Linux) (основан на PDP-11 simulator)
- Эмулятор Юрия Калмыкова, с открытым исходным кодом (Windows); Доработанный эмулятор Юрия Калмыкова (Windows)
- Эмулятор Андрея Грабовец (Windows), старый сайт
- Эмулятор 3000 Евгения Троицкого (Windows) — среди прочих машин, эмулирует и БК-0010/0011
- Эмулятор «Башкирия-2М» Дмитрия Целикова (Windows) — среди прочих машин, эмулирует и БК-0010/0011
- Эмулятор ASV Corp. (Mac OS X)
- Эмулятор Дениса RDC Сотченко  (AmigaOS)
- Эмулятор Александра Тишина (Java)
- Мультисистемный эмулятор MAME содержит драйвер bk0010[73]
- Эмулятор BkEmu, с открытым исходным кодом (Android)

Существовал эмулятор БК для компьютера УКНЦ, что позволяло запускать на УКНЦ ряд программ и игр.

## Публикации

Обложка журнала «Персональный компьютер БК»

Статьи о БК печатались в журналах «Наука и жизнь», «Вычислительная техника и её применение», «Микропроцессорные средства и системы», «Информатика и образование», «Радио», «Радиолюбитель». В 1993—1995 московским издательством «Образование и информатика» издавался журнал «Персональный компьютер БК-0010 — БК-0011М» (всего было выпущено 14 выпусков).
Компьютеру были посвящены многочисленные самодеятельные информационные бюллетени (фэнзины), в частности, «БК-ОБЗОР», газета «MaD Press» (Краснодар), газета «Дон» (Ростов-на-Дону), газета «КПСС».